# Saison 2 de Cherif
Chronologie
Saison 1 Saison 3
Cet article présente les épisodes de la deuxième saison de la série télévisée française Cherif.

## Liste des épisodes

### Épisode 1:Rendez-vous mortels
- France : 6 juillet 2015 sur France 2

- France : 3,4 millions de téléspectateurs (13,4 % de part d'audience)[1] (première diffusion)

- Frédérique Bel : Béatrice du Plessis / Aphrodite
- Mathilde Lebrequier : Anne Cassini
- Sophie Le Tellier : Linda Marquet
- Noémie Kocher : Marie Dujol
- Michel Voïta : Michel Dujol
- Jean-Erns Marie-Louise : Martin Carrieux
- Vittoria Scognamiglio : Lucia Augusto
- Gabin Laisne : Théo Marquet
- Annie-Claude Sauton : La voisine
- Nicole Mersey : La femme qui découvre le cadavre
- Laurent Secco : L'homme qui découvre le cadavre

### Épisode 2:Pressions
- France : 6 juillet 2015 sur France 2

- France : 2,9 millions de téléspectateurs (12,4 %)[1] (première diffusion)

- Christian Rauth : Paul Achard
- Jeanne Brouaye : La femme de ménage
- Jean-Rémi Chaize : Julien Delcourt
- Maxence Martinez-Devaux : Lionel
- Arno Chevrier : Luc Damien
- Marianne Pommier : Malika Ratko
- Nadège Beausson-Diagne : Nathalie Roussel
- Laurent Paillot : Nico
- Pascal Carre : Robert Muller
- Anny Vogel : La thérapeute

### Épisode 3:À cœur ouvert
- France : 7 juillet 2015 sur France 2

- France : 2,98 millions de téléspectateurs (12,1 %)[2] (première diffusion)

- Sophie-Charlotte Husson : Inès Dutertre
- Jacques Weber : Patrick Abkarian
- Christiane Millet : Anne Abkarian
- Jérémie Covillault : Arnaud Lemoine
- Laure Duchet : Mélanie Astier
- Vantha Talisman : Mme N'Guyen
- Yan Roussel : M. N'Guyen
- Clément Aubert : Nathan Colbert
- Patrice Goubier : Philippe Desmoulins

### Épisode 4:Code d'honneur
- France : 7 juillet 2015 sur France 2

- France : 2,51 millions de téléspectateurs (12,9 %)[2] (première diffusion)

- Christophe Malavoy : général Pascal de Roquebrune
- Anne Caillon : Laetitia de Roquebrune
- Joseph Malerba : colonel Decroix
- Gabrielle Atger : lieutenant Levi
- Laurent Maurel : Polverini
- Raphaël Defour : Tony
- Thomas di Genova : Sébastien Dubourg
- Pierre Laloge : Édouard de Roquebrune
- Emma Falconnet : Éloïse
- Bertille Chabert : Léa

### Épisode 5:Désaccords majeurs
- France : 8 juillet 2015 sur France 2

- France : 4,1 millions de téléspectateurs (16,1 %)[3] (première diffusion)

- Arsène Mosca : Rochmansky
- Christian Charmetant : Antoine Delayrac
- Alain Fromager : Marc Delayrac
- Jeanne Ruff : Marion Delayrac
- Béatrice Audry : La grand-mère Duruis
- Vincent Villemagne : Maître Renier
- Alexandre Schorderet : Quentin Chapuis
- Idir Chender : Damien Rosovski
- Edward Wolf : Valentin Duruis

### Épisode 6:Bonheur à vendre
- France : 8 juillet 2015 sur France 2

- France : 3,7 millions de téléspectateurs (16,1 %)[3] (première diffusion)

- Julien Boisselier : Alain Debray
- Nade Dieu : Christine Debray
- Patrick Rocca : Gérard Decle
- Jean-Michel Portal : Ivan Todorov
- Simon Astier : Franck Lery
- Magdalena Malina : Elena Machada
- Claude Koener : Juge Caron
- François Rabette : Maître Barbier
- Pascal Coulan : Georges Taillandier
- Franck Monier : Paul Valdes
- Karin Martin-Prevel : La secrétaire des Debray
- Thai-Son Richardier : Le policier chauffeur

### Épisode 7:Au suivant
- France : 9 juillet 2015 sur France 2

- France : 4,11 millions de téléspectateurs (16,4 %)[4] (première diffusion)

- Arthur Jugnot : Cédric Leroy
- Églantine Rembauville : Audrey Lamarre
- Élise Larnicol : Eliane Camara
- François-Xavier de la Rochefoucaud : Julien Lamarre
- Lucie Rébéré : Émilie Delambre
- Pierre Laplace : Christian Flachard
- Brahim Tekfa : Brice Dubat
- Pascal Gilbert : Didier Jousselin

### Épisode 8:À ma fille
- France : 9 juillet 2015 sur France 2

- France : 3,89 millions de téléspectateurs (17 %)[4] (première diffusion)

- Alain Doutey : Patrick Ariège
- Arièle Semenoff : Florence Ariège
- Clémentine Verdier : Karine Ariège
- Nicolas Grandhomme : Laurent Bernard
- Myriam Bourguignon : Aïcha Saadi
- Gonzo : GIPN
- Mohamed Brikat : Dealer 1
- Mohamed Kefti : Dealer 2
- Jérôme Quintard : Le patron de bar
- Lysiane Clément : La policière
- Vincent Grass : Voix du père d'Adeline

### Épisode 9:Au feu
- France : 10 juillet 2015 sur France 2

- France : 4,21 millions de téléspectateurs (16,6 %)[5] (première diffusion)

- Yann Sundberg : Adjudant-chef Nicolas Morel
- Arnaud Binard : Commandant Pascal Garnier
- Olivier Borle : Pierre Arevalo
- Karina Testa : Lina Leclerc
- Cassandre Vittu de Kerraoul : Betty Delazals
- Anne Comte : Élodie Hervieu
- Paul Jeanson : Dylan Morsay
- Lydie Melki : Laura

### Épisode 10:& Associés
- France : 6 août 2015 sur France 2

- France : 3,97 millions de téléspectateurs (17,2 %)[5] (première diffusion)

- Kym Thiriot : Caroline Delporte
- Antoine Bonnefille-Roualet : Lieutenant Devred
- Thierry Rousset : Max Bougeot
- Alexandre Schorderet : Quentin Chapuis
- Yvette Ferreol : Mme Vicas
- Magali Bonat : Mme Berroux
- Linda Massoz : La jeune fille
- Étienne Diallo : Le coach